# Антонио Митрикески
Антонио Митрикески (на македонска литературна норма: Антонио Митриќески) е режисьор от Северна Македония.

## Биография
Роден е на 1 февруари 1961 година в град Скопие, тогава във Федеративна народна република Югославия, в семейството на скулптора Боро Митрикески. Завършва Висшето държавно училище за филм и телевизия в Лодз, Полша. Прави докторат на тема „Теория и практика на документалния филм (Казимиеж Карабаш, Столе Попов, Маъкъл Мур)“. Започва да снима филми от 1985 година. Работи като преподавател по филмова и телевизионна режисура във Факултета за драматични изкуства на Скопския университет.

## Награди
- 1985 г. – Специална награда от град Лодз за „Двубой“ и „Ден“
- 1991 г. – ФЮКФ, Белград, Златен медал Белград за „Любовта на Кочо Топенчаров“
- 1997 г. – МФФ „Братя Манаки“, Битоля, Награда от публиката за „Преко езерото“

## Филмография
- 2014 г. – „Деца на слънцето“ (Режисура)
- 1991 г. – „Любовта на Кочо Топенчаров“ (Режисура, сценарий)
- 1997 г. – „Преко езерото“ (Режисура, сценарий)
- 2003 г. – „Като лош сън“ (Продуцент, режисура, сценарий)